# Mongolië op de Paralympische Zomerspelen 2020
Mongolië was een van de landen die deelnam aan de Paralympische Zomerspelen 2020 in Tokio, Japan.

## Medailleoverzicht
| Sport       | Paralympiër            | Onderdeel   | Medaille |
| ----------- | ---------------------- | ----------- | -------- |
| Bankdrukken | Sodnompiljee Enkhbayar | -107 kg (m) | Goud     |

## Deelnemers en resultaten
(m) = mannen, (v) = vrouwen, (g) = gemengd 

### Atletiek

#### Baanonderdelen
| Atleet               | Onderdeel      | Series    | Series | Finale              | Finale              |
| Atleet               | Onderdeel      | Resultaat | Rang   | Resultaat           | Rang                |
| -------------------- | -------------- | --------- | ------ | ------------------- | ------------------- |
| Enkhmanlai Purevtsog | 100 m, T53 (m) | 0:15.97   | 13e    | Niet gekwalificeerd | Niet gekwalificeerd |

#### Veldonderdelen
| Paralympiër          | Onderdeel             | Resultaat | Prestatie    |
| -------------------- | --------------------- | --------- | ------------ |
| Saruultugs Dagvadorj | Discuswerpen, F41 (v) | DNS       | Niet gestart |

### Bankdrukken
| Paralympiër            | Onderdeel   | Resultaat | Prestatie |
| ---------------------- | ----------- | --------- | --------- |
| Sodnompiljee Enkhbayar | -107 kg (m) | Goud      | 245.0     |

### Boogschieten
| Paralympiër                             | Onderdeel                     | Kwalificatie | Kwalificatie | 1e ronde             | 2e ronde                       | 3e ronde             | Kwartfinale          | Halve finale         | (troost)Finale       | Rang |
| Paralympiër                             | Onderdeel                     | Score        | Positie      | Tegenstander Uitslag | Tegenstander Uitslag           | Tegenstander Uitslag | Tegenstander Uitslag | Tegenstander Uitslag | Tegenstander Uitslag | Rang |
| --------------------------------------- | ----------------------------- | ------------ | ------------ | -------------------- | ------------------------------ | -------------------- | -------------------- | -------------------- | -------------------- | ---- |
| Munkhbaatar Namjilmaa                   | Individueel, recurve open (m) | 409          | 31e          | Niet van toepassing  | CHN Zhao Lixue V met 0-6       | Uitgeschakeld        | Uitgeschakeld        | Uitgeschakeld        | Uitgeschakeld        | 17e  |
|                                         |                               |              |              |                      |                                |                      |                      |                      |                      |      |
| Selengee Demberel                       | Individueel, recurve open (v) | 461          | 23e          | Niet van toepassing  | POL Milena Olszewska V met 4-6 | Uitgeschakeld        | Uitgeschakeld        | Uitgeschakeld        | Uitgeschakeld        | 17e  |
|                                         |                               |              |              |                      |                                |                      |                      |                      |                      |      |
| Selengee Demberel Munkhbaatar Namjilmaa | Team, recurve open (g)        | 870          | 14e          | Niet van toepassing  | Niet van toepassing            | Italië V met 0-6     | Uitgeschakeld        | Uitgeschakeld        | Uitgeschakeld        | 9e   |

### Judo
| Paralympiër          | Onderdeel  | Resultaat | Prestatie |
| -------------------- | ---------- | --------- | --- |
| Munkhbat Aajim       | -66 kg (m) | 7e        | 1/8e finale: W van AUS Wayne Phipps Kwartfinale: V van UKR Davyd Khorava Herkansing, finale: V van JPN Yujiro Seto          |
| Yadamdorj Sukhbaatar | -60 kg (m) | 7e        | 1/8e finale: W van GEO Zurab Zurabiani Kwartfinale: V van KAZ Anuar Sariyev Herkansing, finale: V van UZB Sherzod Namozov   |
|                      |            |           | |
| Altantsetseg Nyamaa  | +70 kg (v) | 5e        | Kwartfinale: V van KAZ Zarina Baibatina Herkansing, finale: W van USA Kate Lee Davis Bronzen finale: V van BRA Meg Emmerich |

### Schietsport
| Paralympiër       | Onderdeel                  | Resultaat | Resultaat | Prestatie           | Prestatie           |
| Paralympiër       | Onderdeel                  | Score     | Rang      | Score               | Rang                |
| ----------------- | -------------------------- | --------- | --------- | ------------------- | ------------------- |
| Ganbaatar Zandraa | 10 m luchtpistool, SH1 (m) | 556.0     | 16e       | Niet gekwalificeerd | Niet gekwalificeerd |
| Ganbaatar Zandraa | 25 m pistool, SH1 (g)      | 279.0     | 30e       | Niet gekwalificeerd | Niet gekwalificeerd |
| Ganbaatar Zandraa | 50 m pistool, SH1 (g)      | 522.0     | 15e       | Niet gekwalificeerd | Niet gekwalificeerd |

### Taekwondo
| Paralympiër           | Onderdeel       | Resultaat | Prestatie |
| --------------------- | --------------- | --------- | --- |
| Bolor-Ende Ganbat     | -61 kg, K44 (m) | 7e        | Kwartfinale: V van ITA Antonio Bossolo met 28-40 Herkansing, 1e ronde: W van ESP Alejandro Vidal Alvarez met 33-11 Herkansing, finale: V van TUR Mahmut Bozteke met 22-23       |
|                       |                 |           | |
| Enkhtuya Khurelbaatar | -49 kg, K44 (v) | 7e        | Kwartfinale: V van UZB Ziyodakhon Isakova met 11-13 Herkansing, 1e ronde: W van MAR Soukaina Es-Sabbar met 37-21 Herkansing, finale: V van THA Khwansuda Phuangkitcha met 30-33 |

Afghanistan · 
Algerije · 
Amerikaanse Maagdeneilanden · 
Angola · 
Argentinië · 
Armenië · 
Aruba · 
Australië · 
Azerbeidzjan · 
Bahrein · 
Barbados · 
Belarus · 
België · 
Benin · 
Bermuda · 
Bosnië en Herzegovina · 
Botswana · 
Brazilië · 
Bulgarije · 
Burkina Faso · 
Burundi · 
Cambodja · 
Canada · 
Centraal-Afrikaanse Republiek · 
Chili · 
China · 
Chinees Taipei · 
Colombia · 
Congo-Brazzaville · 
Congo-Kinshasa · 
Costa Rica · 
Cuba · 
Cyprus · 
Denemarken · 
Dominicaanse Republiek · 
Duitsland · 
Ecuador · 
Egypte · 
El Salvador · 
Estland · 
Ethiopië · 
Faeröer · 
Fiji · 
Filipijnen · 
Finland · 
Frankrijk · 
Gabon · 
Gambia · 
Georgië · 
Ghana · 
Griekenland · 
Groot-Brittannië · 
Guatemala · 
Guinee · 
Guinee‑Bissau · 
Haïti · 
Honduras · 
Hongarije · 
Hongkong · 
Ierland · 
IJsland · 
India · 
Indonesië · 
Irak · 
Iran · 
Israël · 
Italië · 
Ivoorkust · 
Jamaica · 
Japan · 
Jordanië · 
Kaapverdië · 
Kameroen · 
Kazachstan · 
Kenia · 
Kirgizië · 
Koeweit · 
Kroatië · 
Laos · 
Lesotho · 
Letland · 
Libanon · 
Liberia · 
Libië · 
Litouwen · 
Luxemburg · 
Madagaskar · 
Maleisië · 
Mali · 
Malta · 
Marokko · 
Mauritius · 
Mexico · 
Moldavië · 
Mongolië · 
Montenegro · 
Mozambique · 
Namibië · 
Nederland · 
Nepal · 
Nicaragua · 
Nieuw-Zeeland · 
Niger · 
Nigeria · 
Noord-Macedonië · 
Noorwegen · 
Oeganda · 
Oekraïne · 
Oezbekistan · 
Oman · 
Oostenrijk · 
Pakistan · 
Palestina · 
Panama · 
Papoea-Nieuw-Guinea · 
Peru · 
Polen · 
Portugal · 
Puerto Rico · 
Qatar · 
Roemenië · 
Russisch Paralympisch Comité ·
Rwanda · 
Saint Vincent en Grenadines · 
Samoa · 
Saoedi-Arabië · 
Sao Tomé en Principe · 
Senegal · 
Servië · 
Seychellen · 
Sierra Leone · 
Singapore · 
Slovenië · 
Slowakije · 
Somalië · 
Spanje · 
Sri Lanka · 
Syrië · 
Tadzjikistan · 
Tanzania · 
Thailand · 
Togo · 
Tonga · 
Trinidad en Tobago · 
Tsjechië · 
Tunesië · 
Turkije · 
Turkmenistan · 
Uruguay · 
Venezuela · 
Verenigde Arabische Emiraten · 
Verenigde Staten · 
Vietnam · 
Zimbabwe · 
Zuid-Afrika · 
Zuid-Korea · 
Zweden · 
Zwitserland
Paralympisch Vluchtelingen Team